# Jonas Berggren
Jonas Petter Berggren, pseudonim Joker (ur. 21 marca 1967 w Göteborgu) – szwedzki muzyk i wokalista. Członek zespołu muzycznego Ace of Base, grającego muzykę pop i dance. Oprócz niego w skład kwartetu z Göteborga wchodzili: jego siostry Linn Berggren i Jenny Berggren oraz przyjaciel Ulf Ekberg. Obecnie jest to trio, ponieważ Linn odeszła oficjalnie z zespołu w 2007 roku.